# Lương Nghệ Linh
Lương Nghệ Linh (tiếng Anh Fiona Leung, ngày 28 tháng 9 năm 1965) nghệ danh cũ là Lương Bội Linh là một diễn viên của Hồng Kông. Cô được khán giả biết đến với vai Nhậm Doanh Doanh trong bộ phim Tiếu ngạo giang hồ năm 1996 do TVB sản xuất và phát hành vào năm 1996 dựa theo tiểu thuyết cùng tên của nhà văn Kim Dung.
Ngoài ra, Lương Nghệ Linh còn tham gia hai bộ phim truyền hình khác là “Đánh lửa tình yêu” (1998) và “Kim ngọc mãn đường” (1999), sự nghiệp diễn viên của cô dường như bước vào giai đoạn thoái trào. Nhiều năm sau đó, cô không hề tham gia bất cứ bộ phim truyền hình hay điện ảnh nào nữa mà trở thành nhân viên kinh doanh mặt hàng thuốc đa cấp.

## Cuộc sống và sự nghiệp
Năm 2002, Lương Nghệ Linh trở thành tín đồ Cơ Đốc Giáo, sau đó cô xin vào Học viện Thần học Hồng Kông để học tập. Trong thời gian này, Cô có tham gia làm người dẫn chương trình cho một tiết mục truyền thanh của đạo tin lành Hồng Kông đồng thời cô còn tham gia một số bộ phim nghiệp dư do giáo hội.
Ngày 5 tháng 12 năm 2006, Lương Nghệ Linh theo đoàn làm phim đến Úc tham gia một tiết mục truyền hình. Trên đường đi chiếc xe của đoàn cô đã bị tan nạn giao thông, cô và một nhân viên nhiếp ảnh bị văng ra khỏi xe và bị thương nặng. Lương Nghệ Linh phải nằm viện hơn một tuần mới lành vết thương. Từ đó về sau, thông tin về người diễn viên Lương Nghệ Linh dường như không xuất hiện trên các phương tiện thông tin đại chúng nữa.
Mãi đến ngày 26 tháng 5 năm 2009, sau cái chết của Michael Jackson, trong lúc tìm lại những hình ảnh của Michael Jackson ở Trung Quốc, người ta nhớ đến Lương Nghệ Linh với bức ảnh cô chụp chung với Michael Jackson. Theo thông tin từ website những người hâm mộ cô thì hiện tại cô vẫn đang làm việc tại Giáo hội Cơ đốc giáo Hồng Kông.